# Harvey Samuel Firestone
Harvey Samuel Firestone (Columbiana, 20 dicembre 1868 – Miami, 7 febbraio 1938) è stato un imprenditore statunitense, fondatore della nota azienda di pneumatici Firestone.

## Biografia

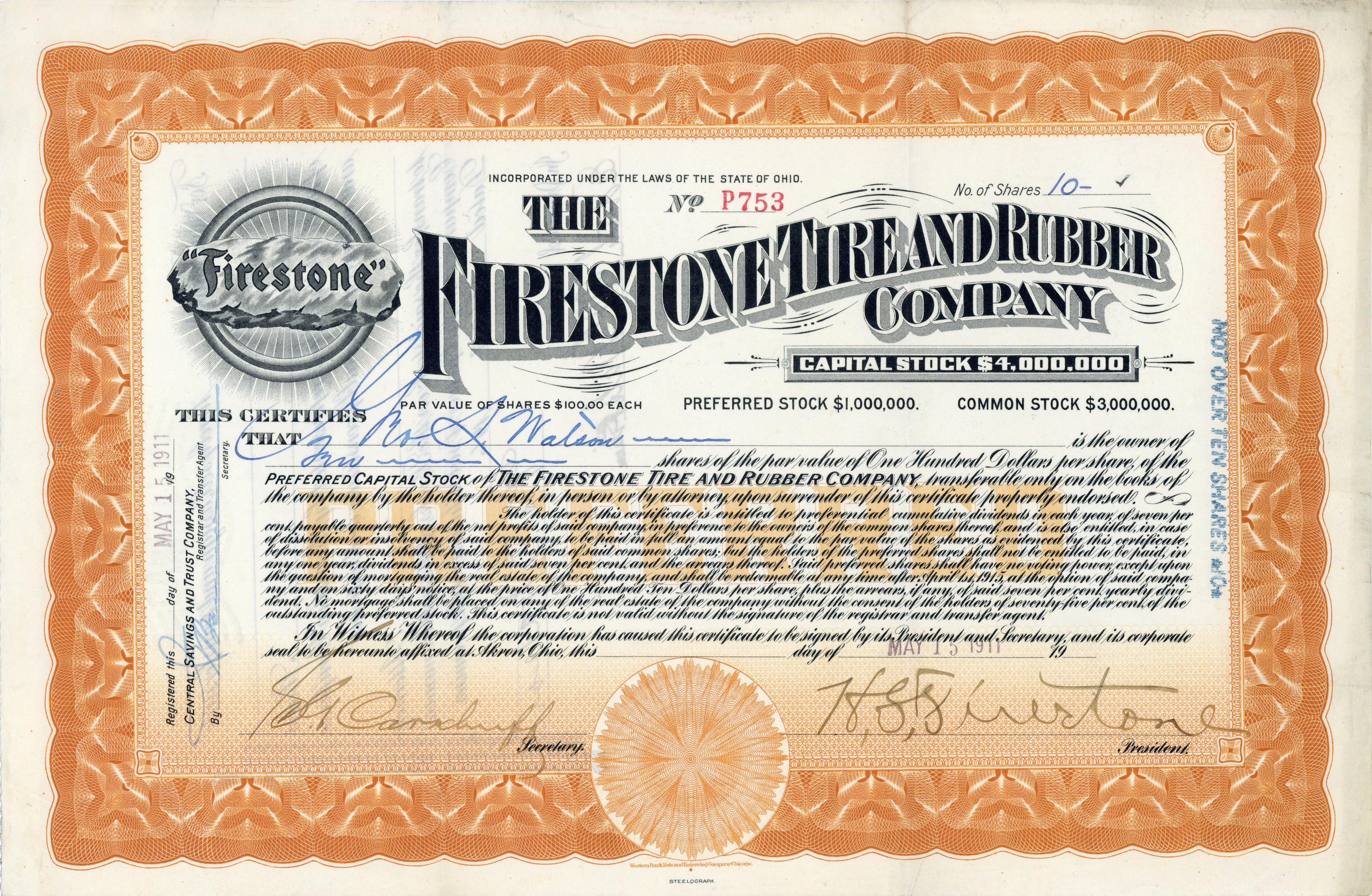
Azione privilegiata della Firestone Tire and Rubber Company per 10 titoli da 100 dollari ciascuno, emessa il 15 maggio 1911 ad Akron, Ohio, firmata da Harvey S. Firestone come Presidente

Nato in Ohio, in una fattoria costruita dal nonno paterno, era il secondo di tre figli.
Dopo essersi diplomato alla High School di Columbiana, ha lavorato per la Columbus Buggy Company a Columbus prima di fondare una propria azienda nel 1890, che si occupava della produzione di pneumatici in gomma per carrozze. Nei primi anni del novecento, intuendo l'enorme potenziale business per gli pneumatici da automobili, fondò la Firestone Tire and Rubber Company, azienda pioniera nella produzione industriale di pneumatici. Nel 1926 ha pubblicato un libro, Men and Rubber: The Story of Business, che è stato scritto in collaborazione con Samuel Crowther.
Firestone muore nel 1938 per una trombosi coronaria; oggi riposa nel cimitero di Columbiana.